# Jérôme Onguéné
Jérôme Junior Onguéné (Mbalmayo, 22 dicembre 1997) è un calciatore camerunese con cittadinanza francese, difensore dell'Eintracht Francoforte.

## Caratteristiche tecniche
È un difensore centrale.

## Carriera

### Club

#### Esordio con il Sochaux e prestito allo Stoccarda II
Cresciuto nelle giovanili del Sochaux, militante in seconda serie francese, debuttando in prima squadra il 1º maggio 2015 nel match perso 2-3 contro il Niort. Il 23 ottobre dello stesso anno sigla il suo primo gol a livello professionistico, nella sconfitta per 2-1 contro il Le Havre.
A gennaio del 2017 viene ceduto alla seconda squadra dello Stoccarda, con cui colleziona soltanto 2 presenze.

#### Salisburgo e prestito al Liefering
L'estate seguente si trasferisce al Salisburgo, in prima serie austriaca. Nella prima metà della stagione trova 22 presenze complessive e 4 reti, per poi venire ceduto in prestito al Liefering, in seconda divisione dello stesso paese.

#### Ritorno al Salisburgo e prestito al Genoa
A fine prestito torna al Salisburgo, con cui milita fino a gennaio 2021, mettendo insieme altre 6 reti, tra cui una anche in Europa League contro l'Eintracht Francoforte, il 28 febbraio 2020.
Il 15 gennaio 2021 viene ceduto in prestito al Genoa, a titolo temporaneo con opzione per l’acquisto definitivo (diritto di riscatto a 5 milioni). Esordisce tre giorni dopo, nella gara pareggiata per 0-0 in casa dell'Atalanta. Al termine della stagione non viene esercitato il diritto di riscattato e torna al Salisburgo.

#### Eintracht Francoforte
Il 25 marzo 2022 viene annunciato il suo trasferimento a parametro zero all'Eintracht Francoforte, con cui stipula un contratto quinquennale con decorrenza dal 1º luglio seguente.

### Nazionale
Vince con la nazionale Under-19 francese il Campionato europeo 2016 di categoria, risultando decisivo con una rete in 10 presenze durante la competizione.
Viene inserito tra i 23 giocatori selezionati dal CT Ludovic Batelli in occasione dei Mondiali di categoria in Corea del Sud.
Dal 2018 gioca con la Nazionale del Camerun, esordendo il 12 ottobre nella vittoria per 2-0 ai danni del Malawi, valida per le qualificazioni alla Coppa d'Africa 2019.

## Statistiche

### Presenze e reti nei club
Statistiche aggiornate al 15 maggio 2021.
| Stagione                   | Squadra                    | Campionato                 | Campionato | Campionato | Coppe nazionali | Coppe nazionali | Coppe nazionali | Coppe continentali | Coppe continentali | Coppe continentali | Altre coppe | Altre coppe | Altre coppe | Totale | Totale |
| Stagione                   | Squadra                    | Comp                       | Pres       | Reti       | Comp            | Pres            | Reti            | Comp               | Pres               | Reti               | Comp        | Pres        | Reti        | Pres   | Reti   |
| -------------------------- | -------------------------- | -------------------------- | ---------- | ---------- | --------------- | --------------- | --------------- | ------------------ | ------------------ | ------------------ | ----------- | ----------- | ----------- | ------ | ------ |
| 2014-2015                  | Sochaux                    | L2                         | 3          | 0          | CdF+CdL         | 0+1             | 0               |                    | -                  | -                  |             | -           | -           | 4      | 0      |
| 2015-2016                  | Sochaux                    | L2                         | 32         | 1          | CdF+CdL         | 5+2             | 0               |                    | -                  | -                  |             | -           | -           | 39     | 1      |
| 2016- gen. 2017            | Sochaux                    | L2                         | 8          | 0          | CdF+CdL         | 0+4             | 0               |                    | -                  | -                  |             | -           | -           | 12     | 0      |
| Totale Sochaux             | Totale Sochaux             | Totale Sochaux             | 45         | 1          |                 | 8               | 0               |                    | -                  | -                  |             | -           | -           | 53     | 1      |
| gen.-giu. 2017             | Stoccarda II               | 2B                         | 3          | 0          | CG              | -               | -               |                    | -                  | -                  |             | -           | -           | 0      | 0      |
| 2017-gen. 2018             | Red Bull Salisburgo        | BL                         | 17         | 4          | ÖC              | 4               | 1               | UEL                | 1                  | 0                  |             | -           | -           | 22     | 5      |
| gen.-giu. 2018             | Liefering                  | EL                         | 3          | 0          | ÖC              | -               | -               |                    | -                  | -                  |             | -           | -           | 3      | 0      |
| 2018-2019                  | Red Bull Salisburgo        | BL                         | 13         | 3          | ÖC              | 4               | 0               | UEL                | 5                  | 0                  |             |             |             | 22     | 3      |
| 2019-2020                  | Red Bull Salisburgo        | BL                         | 23         | 1          | ÖC              | 5               | 0               | UCL+UEL            | 4+2                | 0+1                |             |             |             | 34     | 2      |
| 2020-gen.2021              | Red Bull Salisburgo        | BL                         | 9          | 1          | ÖC              | 2               | 0               | UEL                | 4                  | 0                  |             |             |             | 15     | 1      |
| gen.-giu. 2021             | Genoa                      | A                          | 4          | 0          | CI              | -               | -               |                    | -                  | -                  |             | -           | -           | 4      | 0      |
| 2021-2022                  | Red Bull Salisburgo        | BL                         | 10         | 2          | ÖC              | 2               | 0               | UEL                | 5                  | 0                  |             |             |             | 17     | 2      |
| Totale Red Bull Salisburgo | Totale Red Bull Salisburgo | Totale Red Bull Salisburgo | 72         | 11         |                 | 19              | 1               |                    | 23                 | 1                  |             |             |             | 113    | 13     |
| Totale carriera            | Totale carriera            | Totale carriera            | 125        | 12         |                 | 25              | 1               |                    | 22                 | 1                  |             | -           | -           | 172    | 14     |

### Cronologia presenze e reti in nazionale
| Cronologia completa delle presenze e delle reti in nazionale ― Camerun | Cronologia completa delle presenze e delle reti in nazionale ― Camerun | Cronologia completa delle presenze e delle reti in nazionale ― Camerun | Cronologia completa delle presenze e delle reti in nazionale ― Camerun | Cronologia completa delle presenze e delle reti in nazionale ― Camerun | Cronologia completa delle presenze e delle reti in nazionale ― Camerun | Cronologia completa delle presenze e delle reti in nazionale ― Camerun | Cronologia completa delle presenze e delle reti in nazionale ― Camerun |
| Data                                                                   | Città                                                                  | In casa                                                                | Risultato                                                              | Ospiti                                                                 | Competizione                                                           | Reti                                                                   | Note                                                                   |
| ---------------------------------------------------------------------- | ---------------------------------------------------------------------- | ---------------------------------------------------------------------- | ---------------------------------------------------------------------- | ---------------------------------------------------------------------- | ---------------------------------------------------------------------- | ---------------------------------------------------------------------- | ---------------------------------------------------------------------- |
| 12-10-2018                                                             | Yaoundé                                                                | Camerun                                                                | 1 – 0                                                                  | Malawi                                                                 | Qual. Coppa d'Africa 2019                                              | -                                                                      | 70’                                                                    |
| 16-11-2018                                                             | Casablanca                                                             | Marocco                                                                | 2 – 0                                                                  | Camerun                                                                | Qual. Coppa d'Africa 2019                                              | -                                                                      | 71’                                                                    |
| 9-6-2019                                                               | Majadahonda                                                            | Camerun                                                                | 2 – 1                                                                  | Zambia                                                                 | Amichevole                                                             | -                                                                      |                                                                        |
| 12-10-2019                                                             | Radès                                                                  | Tunisia                                                                | 0 – 0                                                                  | Camerun                                                                | Amichevole                                                             | -                                                                      | 74’                                                                    |
| 13-11-2019                                                             | Yaoundé                                                                | Camerun                                                                | 0 – 0                                                                  | Capo Verde                                                             | Qual. Coppa d'Africa 2021                                              | -                                                                      |                                                                        |
| 16-11-2020                                                             | Maputo                                                                 | Mozambico                                                              | 0 – 2                                                                  | Camerun                                                                | Qual. Coppa d'Africa 2021                                              | -                                                                      |                                                                        |
| 26-3-2021                                                              | Praia                                                                  | Capo Verde                                                             | 3 – 1                                                                  | Camerun                                                                | Qual. Coppa d'Africa 2021                                              | -                                                                      |                                                                        |
| 16-11-2021                                                             | Douala                                                                 | Camerun                                                                | 1 – 0                                                                  | Costa d'Avorio                                                         | Qual. Mondiali 2022                                                    | -                                                                      |                                                                        |
| 9-1-2022                                                               | Yaoundé                                                                | Camerun                                                                | 2 – 1                                                                  | Burkina Faso                                                           | Coppa d'Africa 2021 - 1º turno                                         | -                                                                      | 42’                                                                    |
| 5-2-2022                                                               | Yaoundé                                                                | Burkina Faso                                                           | 3 – 3 dts (3 – 5 dtr)                                                  | Camerun                                                                | Coppa d'Africa 2021 - Finale 3º posto                                  | -                                                                      |                                                                        |
| Totale                                                                 |                                                                        | Presenze                                                               | 10                                                                     |                                                                        | Reti                                                                   | 0                                                                      |                                                                        |

## Palmarès

### Club

#### Competizioni nazionali
- 2. Fußball-Bundesliga: 1

Stoccarda: 2016-2017
- Campionato austriaco: 5

Salisburgo: 2017-2018, 2018-2019, 2019-2020, 2021-2022, 2022-2023
- Coppa d'Austria: 2

Salisburgo: 2018-2019, 2019-2020
- Coppa Svizzera: 1

Servette: 2023-2024

### Nazionale
- Campionato d'Europa Under-19: 1

Germania 2016